# Fundacja Fotografia dla Przyszłości
Fundacja Fotografia dla Przyszłości – fundacja założona w 1990 roku.

## Powstanie
Powstanie fundacji poprzedziło przeprowadzenie, z inicjatywy Mieczysława Cybulskiego, akcji zatytułowanych „Fotografie dla przyszłości”. Akcje zapoczątkowane zostały w 1985 roku w Galerii „Foto-Medium-Art” we Wrocławiu. Projekt polegał na pozostawieniu dla potomności przesłania w postaci zapisu fotograficznego, dokumentującego teraźniejszość – przesłania w XXX wiek. Zapisu dokonano na najtrwalszym obecnie materiale – płytkach ceramicznych 13 na 18 cm. Płytki włożono do ceramicznych pojemników i ukryto w okolicach Warszawy, Łucznicy i Nowego Sącza. W każdym pojemniku umieszczono – 24 płytki ze zdjęciami i 1 płytkę z tekstem.
W 1990 roku Rada Fundatorów w składzie: Mieczysław Cybulski (powołany na prezesa fundacji), Małgorzata Krystyna Dołowska (powołana na stanowisko dyrektor fundacji), Stanisław Fitak, Ryszard Frankowski, Jan Jaśkiewicz, Jerzy Mąkowski, Henryk Muchin, Henryk Rogoziński, Janusz Woliński – utworzyła Fundację Fotografia dla Przyszłości.

## Działalność
Działalność fundacji to szeroko zakrojona działalność fotograficzna – organizacja wystaw, konkursów, prezentacji, spotkań, konsultacji, warsztatów fotograficznych, działa na rzecz edukacji fotograficznej, organizuje spotkania autorskie i wspiera twórców. Archiwizuje fotografie, książki o tematyce fotograficznej, historyczny sprzęt fotograficzny do muzeum fundacji.
W latach 2000–2013 w siedzibie fundacji działała autorska „Galeria Zamknięta”, organizująca wiele wystaw krajowych, międzynarodowych, autorskich (m.in. członków Fotoklubu Rzeczypospolitej Polskiej) i zbiorowych. Pod egidą fundacji funkcjonuje Galeria „F10” – w Warszawie, a przy fundacji działa Grupa Twórcza – Akademia Fotografii Ambitnej 9, powstała w 2011 roku. Inną częścią placówki jest Fotomuzeum, w którym zgromadzono stare aparaty fotograficzne, akcesoria i literaturę tematyczną. Część kolekcji pochodzi ze zbiorów Jana Mierzanowskiego.
Specjalną formą działalności fundacji jest udzielanie patronatu dla wystaw i konkursów fotograficznych, m.in. takich jak Międzynarodowy Niekonwencjonalny Konkurs Fotograficzny Foto Odlot.